# Ghetto di Kovno
Il Ghetto di Kovno (Kaunas, Lituania) è stato uno dei più ampi tra i ghetti nazisti della seconda guerra mondiale nei territori conquistati in seguito all'invasione tedesca dell'Unione Sovietica. Istituito nell'agosto 1941, servì come luogo di raccolta per i circa 30.000 ebrei della città. Il numero dei suoi abitanti fu progressivamente ridotto attraverso una lunga serie di eccidi e deportazioni, fino alla liquidazione finale del ghetto nel luglio 1944. 

## Storia

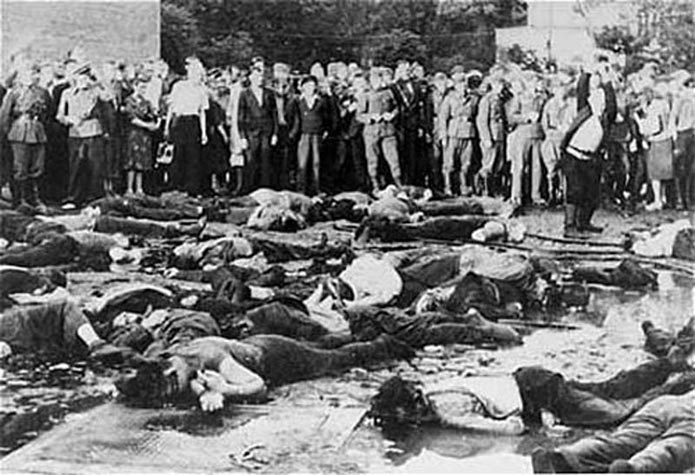
Vittime dei pogrom antiebraici del giugno 1941

La città di Kovno (Kaunas) era uno dei centri più vitali della presenza ebraica in Lituania. Nel 1939, vi vivevano circa 40.000 ebrei, un quarto della popolazione totale della città. Nel 1940-41, in seguito al Patto Molotov-Ribbentrop, Kovno fu annessa all'Unione Sovietica con il resto della Lituania. Il nuovo regime impose pesanti restrizioni anche all'autonomia delle istituzioni ebraiche, con la chiusura delle scuole ebraiche e delle organizzazioni politiche e sindacali. Il 14 giugno 1941, centinaia di famiglie ebree, tra cui proprietari di fabbriche, mercanti, personaggi pubblici e attivisti e dirigenti sionisti, furono mandati in esilio in Siberia (paradossalmente, salvandoli dall'imminente Olocausto).
Dopo che il 22 giugno 1941 ebbe inizio l'invasione tedesca dell'Unione Sovietica, cominciarono subito i primi eccidi di ebrei ad opera dei nazionalisti lituani e quindi delle truppe tedesche. Già nella notte del 25 giugno si compì un primo massiccio pogrom, che risultò in un migliaio di vittime. Altri eccidi si succedettero con ritmo crescente. Si stima che 10.000 ebrei furono assassinati tra il giugno e il luglio del 1941. Luoghi privilegiati degli eccidi divennero le fortezze che circondano la città, in particolare la Nona, ma anche la Quarta e la Settima. Con le uccisioni vennero operate anche le confische delle proprietà. La propaganda antisemita e la prospettiva di un profitto personale alimentarono la partecipazione popolare ai pogrom antiebraici.
Alla fine di luglio del 1941, la maggior parte degli ebrei nella Lituania rurale erano stati uccisi o deportati. I tedeschi si concentrarono ora sulla sorte degli ebrei che vivevano nelle grandi città. Già dall'8 luglio cominciarono i preparativi per la costituzione di un ghetto istituito nel quartiere di Slobodka, cui fu ingiunto a tutti gli ebrei di Kovno di trasferirsi entro i primi di agosto.

### Istituzione del ghetto (agosto 1941)
Quando il ghetto fu sigillato il 15 agosto 1941, conteneva 29.760 ebrei. L'area assegnata consisteva in due parti (il "piccolo ghetto" e il "grande ghetto"), entrambe situate nel quartiere di Slobodka, ai lati della via principale, collegate da un ponte pedonale. Un recinto di filo spinato, con postazioni presidiate da guardie lituane, era sistemato attorno al ghetto, le cui porte erano sorvegliate anche dalla polizia tedesca.

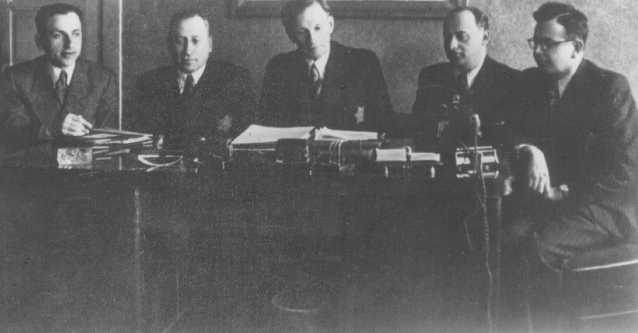
Il consiglio ebraico del ghetto, presieduto da Elhanan Elkes

Le attività di vita quotidiana erano lasciate all'amministrazione di un Consiglio degli Anziani della Comunità del Ghetto Ebraico di Kovno (Aeltestenrat der Jedischen Ghetto Gemeinde Kauen), presieduto dal Dr. Elhanan Elkes, e da Leib Garfunkel, un avvocato e leader sionista, che fungeva da suo vice. L'Aeltestenrat nominò e supervisionò la polizia ebraica, che sotto il comando di Mikhael Kopelman era responsabile per il lavoro forzato e il mantenimento dell'ordine pubblico. 
All'interno del ghetto, nella relativa tranquillità che seguì nei primi mesi della sua esistenza, gli ebrei di Kovno cercarono di riorganizzare la loro vita sociale. Il Consiglio cercò di far fronte alla drammatica situazione alimentare, razionando le limitate forniture. Per la salute, il benessere e i servizi culturali fu creato un ospedale e una clinica medica, una casa per anziani, una mensa per i poveri, una scuola e un'orchestra. L'educazione pubblica dei bambini era stata vietata, fu comunque mantenuta sotto la copertura delle scuole di formazione professionale. Si organizzarono persino concerti, conferenze, serate letterarie e altri eventi culturali. 
Nel ghetto si formarono gruppi clandestini di resistenza di ispirazione comunista e sionista, che a differenza di quanto avvenuto in altri ghetti agirono in pieno accordo e coordinamento con il Consiglio ebraico. Grazie alla loro azione fuggirono dal ghetto almeno 300 persone, che si unirono ai partigiani, ed anche alcuni neonati, affidati alla cura a famiglie cristiane.
L'Aeltestenrat soprattutto si preoccupò di organizzare una forza lavoro interna al ghetto composta da 6.500 donne, bambini e anziani, nella speranza che il loro lavoro a favore dell'industria bellica tedesca li rendesse indispensabili, ritardandone lo sterminio.
Gli eccidi però ripresero ben presto, con l'intento di ridurre la popolazione del ghetto, eliminando in primo luogo coloro che non fossero abili al lavoro (bambini, anziani, malati). Il 4 ottobre 1941 il piccolo ghetto fu liquidato e 1.600 ebrei furono uccisi al Nono Forte. Il 28-29 ottobre 1941, fu organizzata la "Gross Aktion", nel corso della quale 9.200 persone (2,007 uomini, 2,920 donne, e 4,273 bambini) furono portate al Nono Forte e lì uccisi. Nel ghetto erano rimasti 17.412 ebrei (9.899 donne e 7.513 uomini), la maggior parte dei quali era in età lavorativa.
Dalla fine del 1941 fino all'autunno del 1943 fu un periodo relativamente "tranquillo" nella vita del ghetto di Kovno. La vita rimase molto difficile per la fame, il freddo e le malattie, e l'emanazione di norme sempre più restrittive. Il 27 febbraio 1942 fu ingiunto agli ebrei del ghetto di consegnare tutti i libri in loro possesso, risultando nella confisca di oltre 100.000 volumi. Il 7 maggio 1942 furono vietate le gravidanze e le nascite, minacciando di morte le donne che non avessero abortito entro il settimo mese. Il 26 agosto 1942 ad essere proibita fu ogni attività culturale. Il 18 novembre 1942, un giovane di nome Nachun Mak, accusato di aver tentato di sparare a una sentinella tedesca, fu impiccato pubblicamente e la sua famiglia sterminata. Vi fu tuttavia una tregua nei massacri, dato che i tedeschi avevano bisogno di tutti coloro che erano rimasti in vita nel ghetto dall'età di 16 anni per lavorare nelle fabbriche che sostenevano il loro sforzo bellico.

### La liquidazione del ghetto (8-13 luglio 1944)
Già nell'estate del 1943 i tedeschi iniziarono a liquidare i pochi ghetti rimasti (Bialystok ad agosto; Minsk, Lida, Vilnius a settembre, Riga a novembre). Anche a Kovno le operazioni si smantellamento cominciarono nell'autunno 1943, con la deportazione il 26 ottobre 1943 di oltre 2,700 lavoratori in vari campi di concentramento. Alla fine di novembre e dicembre altri 5.000-6.000 lavoratori furono distribuiti in altri campi. Il ghetto stesso fu trasformato in un campo di concentramento sotto la responsabilità diretta delle SS. Per l'efficienza dei suoi apparati produttivi, tuttavia, non si procedette ancora al completo smantellamento del ghetto di Kovno, che avverrà solo agli inizi di luglio 1944, quando l'Armata Rossa stava già avvicinandosi alla città. 
A seguito di questi trasferimenti, gli abitanti del ghetto iniziarono a preparare nascondigli; la maggior parte erano bunker sotterranei costruiti sotto le case, con cibo e acqua sufficienti per un lungo soggiorno, in alcuni bunker c'erano pozzi e sistemi di illuminazione.
Il 27 marzo 1944, tutti i membri della polizia ebraica furono arrestati e interrogati perché rivelassero i luoghi dove le persone di nascondevano. Lo stesso giorno e il giorno seguente si compì una vasta retata allo scopo di catturare tutti i bambini e gli anziani ancora presenti nel ghetto. Oltre un migliaio di essi furono catturati e inviati a morire a Auschwitz.
L'8 luglio 1944, le forze tedesche e le milizie ausiliarie lituane penetrarono in forze nel ghetto, che conteneva ancora tra le 7.000 e le 8.000 persone. Migliaia di persone si nascosero nelle case e nei rifugi sotterranei. Il comandante delle SS Wilhelm Goecke ordinò che ogni casa del ghetto fosse bruciata e demolita. Per cinque giorni (8-12 luglio), i militari fecero uso di granate fumogene e bombe incendiarie per costringere gli ebrei a uscire allo scoperto. Circa 1.500-2.000 ebrei morirono soffocati o tra le fiamme o in seguito alle esplosioni. Alla fine i prigionieri furono 6.000, evacuati su chiatte sul fiume Nemunas o in carri bestiame e deportati nei campi di concentramento di Stutthof (le donne e i bambini più piccoli) e Dachau (gli uomini). 
Quando il 1º agosto 1944 le forze sovietiche liberarono Kovno, tre settimane dopo la liquidazione del ghetto, solo un gruppo di 90 ebrei emersero dai bunker nascosti nell'area dell'ex-ghetto. Altre 400 persone erano sopravvissute perché unitisi ai partigiani nella foresta, o (come il piccolo Aharon Barak, futuro presidente della Corte Suprema di Israele) perché nascosti da amici e conoscenti non ebrei al di fuori del ghetto. 2.500 saranno i reduci dai campi di concentramento. In totale i sopravvissuti del ghetto furono circa 3.000.

## I bambini di Kovno
Tra gli uomini destinati a Dachau in seguito alla liquidazione del ghetto c'erano anche 130 ragazzi adolescenti tra gli 8 i 16 anni (i bambini più piccoli erano stati lasciati con le donne a Stutthof). Giudicati inadatti per il lavoro forzato, giunti a Landsberg essi furono separati dagli adulti con l'intento di mandarli a morire ad Auschwitz. Nei giorni in cui essi rimasero a Landsberg ad essi si unì di nascosto il diciassettenne Wolf Galperin cui il padre aveva chiesto di non lasciar solo il fratello minore Shlomo che era stato selezionato a far parte del gruppo. Maggiore d'età e dotato di forte carisma, Wolf divenne il capo riconosciuto del gruppo.
Ormai separati dagli adulti, i 131 ragazzi giunsero da Landsberg a Dachau. Furono sistemati in una baracca di legno e fecero una doccia. La sosta a Dachau, tuttavia, era intesa solo come una tappa del viaggio in treno da Landsberg a Birkenau. Durante l'intero viaggio i ragazzi, già uniti dagli anni trascorsi assieme nel ghetto di Kovno, si consolidarono come gruppo ordinato, sotto la guida di Wolf Galperin.
Trascorsi 10 giorni a Dachau, il gruppo partì per Auschwitz. Due ragazzi riuscirono a fuggire dal trasporto gettandosi dal treno in corsa: uno di loro fu ucciso dalle guardie, ma l'altro, Daniel Inbar, sopravviverà sotto falsa identità come un bambino di strada fino alla liberazione.
Furono quindi 129 i ragazzi del gruppo che arrivarono ad Auschwitz nella notte tra il 31 luglio e il 1 agosto 1944. Presentandosi come gruppo di lavoro organizzato, superarono collettivamente la selezione. Non furono immediatamente inviati alle camere a gas, ma vennero ammessi al campo con un numero tatuato sulle braccia da B-2774 a B-2902. Furono alloggiati nell'area A, il campo di transito. A Birkenau esisteva già un'analoga squadra di circa 90 adolescenti (i cosiddetti "Birkenau Boys") formata da Mengele al momento della liquidazione del Campo per le famiglie di Terezín a Auschwitz-Birkenau. A loro erano affidati compiti di routine e di collegamento tra le varie sezioni del campo, come la raccolta giornaliera dei morti nelle varie baracche effettuata su speciali carretti o la consegna di materiale vario. Ai bambini di Kovno furono affidate mansioni simili. Assieme ai bambini della scuola per muratori, questi sono gli unici gruppi di lavoro di bambini di Auschwitz di cui si abbia notizia al campo.
I bambini di Kovno formavano un gruppo coeso ed efficiente, ma le autorità del campo decisero che il loro numero eccedeva le loro esigenze. Due selezioni furono operate nel settembre 1944, una alla vigilia di Rosh Hashanah e la seconda a Yom Kippur, le quali portarono circa 70-80 membri del gruppo originale alle camere a gas, inclusi tutti i più piccoli per età o statura. I ragazzi sopravvissuti furono trasferiti al campo D, dove furono aggregati ai "Birkenau Boys". Nel frattempo, almeno un altro ragazzo di Kovno (Kalman Arieli) che non era stato originariamente selezionato come parte dei 130 ragazzi si unì a loro proveniente da Dachau.
Con la liquidazione del campo di Auschwitz nel gennaio 1945, coloro che rimasero furono dispersi. Alcuni furono separati dal resto del gruppo e furono mandati a Buchenwald o in altri campi. Tra questi molti non ce la fecero a sopravvivere, ma cinque di loro furono liberati l'11 aprile 1945 tra i Bambini di Buchenwald e due altri (incluso Wolf Galperin) riuscirono a fuggire durante marce della morte.
Dei ragazzi rimasti a Auschwitz, alla fine più di 30 di loro furono evacuati con una marcia della morte il 18 gennaio 1945. Due morirono nel viaggio, gli altri arrivarono a Mauthausen. A differenza degli altri detenuti del campo, i ragazzi non furono messi al lavoro. Uno di loro fu deportato a Melk e vi morì. I restanti furono inviati a metà aprile 1945 a Gunskirchen, dove il 5 maggio 1945 furono liberati dai soldati americani, almeno 31 di loro.
Alla fine circa 40 del gruppo dei bambini di Kovno sopravvissero. L'aiuto e la cura reciproci, la perseveranza e la resistenza che i bambini seppero darsi l'uno per l'altro, furono un fattore determinante per la loro sopravvivenza.

## La memoria

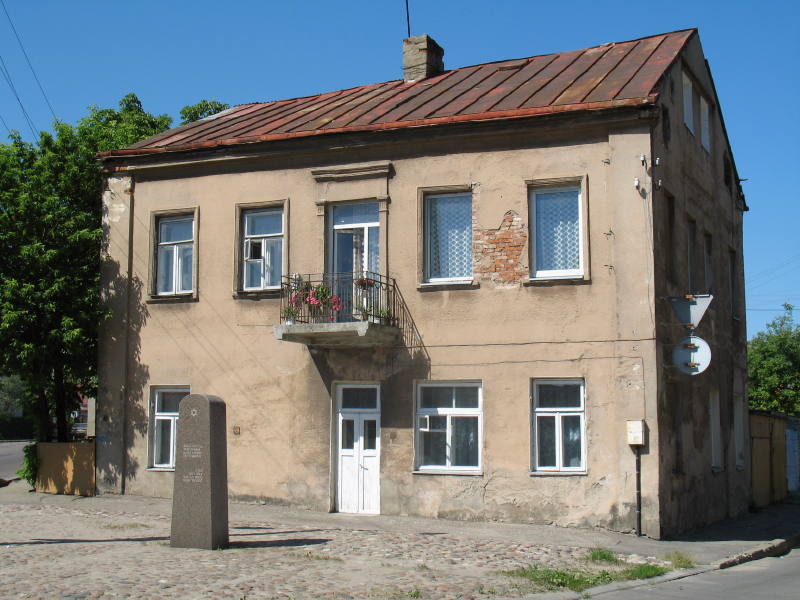
Monumento in memoria delle vittime del ghetto

Ci sono vari monumenti a Kaunas in ricordo delle vittime dell'Olocausto. Il più imponente è quello eretto nel 1984 nel Nono Forte, già dal 1958 trasformato in museo delle atrocità naziste.